# Gyökkeresés iterációval
A gyökkeresés iterációval egy módszer egyenletek megoldására. Az eljárás nem a pontos gyököt adja meg, hanem egy közelítő értéket, ez a közelítő módszerek sajátossága.
Az iteráció során minden lépés bemenő adata az előző lépés kimenete lesz. Amikor ezt gyökkeresésre alkalmazzuk, akkor elsősorban a konvergencia érdekes, azaz az eljárás fokozatosan közelítse az etgyenlet gyökét. Ekkor ugyanis meg tudunk határozni egy határt, aminél pontosabb értéket már elfogadunk megoldásnak.
Minden ilyen eljárás során érdekes a kezdő lépés, ettől ugyanis nagy mértékben függ a konvergencia gyorsasága, egyáltalán a léte. Ez egy külön problémakör a numerikus matematikai módszerek témájában.
Jelen eljárás egy lieáris közelítése a gyököknek, azaz a bemenő adat és ez egyenlet helyettesítési értékének lineáris kombinációja lesz a kimenő (elvileg pontosabb) adat, amit a következő lépésben bemenő adatnak felhasználunk.

## Matematikai bevezetés

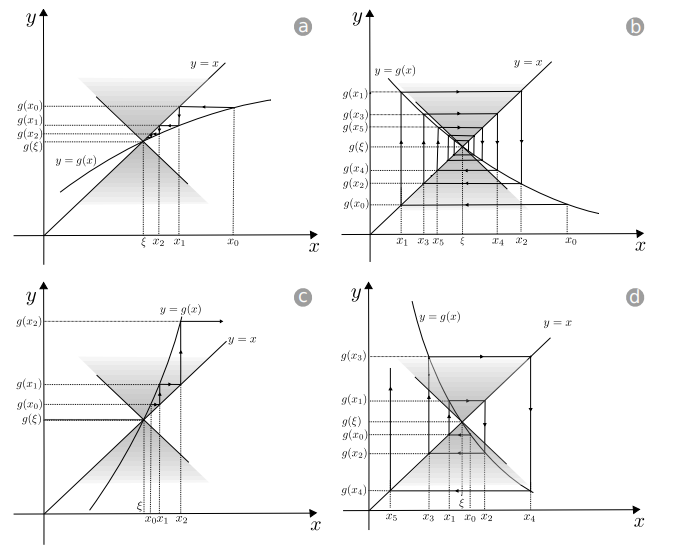
Konvergencia és divergencia az iteráció során

Az {\displaystyle f(x)=0} egyenlet átírható a vele egyenértékű {\displaystyle g(x)=x} egyenletté. Szükséges kezdetben egy {\displaystyle x_{0}} becsült érték. Ezt behelyettesítjük az előbbi egyenlet bal oldalára, és kapunk egy {\displaystyle x_{1}} értéket. Ha ez megegyezik az {\displaystyle x_{0}} értékünkkel, akkor ezek ketten közösen a megoldást képezik. Ellenkező esetben megismételhető az előbb leírt lépés {\displaystyle x_{1}} ből kiindulva és létrehozható az {\displaystyle x_{2},x_{3},...,x_{n},...} sor, aminek azt a tulajdonságát szeretnénk elérni, hogy konvergáljon a gyökhöz. Legyen az iterációs képletünk a következő:
{\displaystyle x_{\left(n+1\right)}=g(x_{n})}, {\displaystyle g(x)=x-Q*f(x)}
Itt Q egy állandó paraméter, amely a konvergenciát biztosítja. A jobbra látható ábrán a g(x) függvény néhány típusára grafikusan ábrázoljuk az iterációt, hogy jobban érthető legyen.
Amint az ábra c és d pontjában látható, a színezett területen áthaladó, azaz túlzottan meredek g(x) függvény esetén divergens az iteráció. Tehát úgy kell megválasztanunk a Q értékét, hogy az ne legyen túl nagy és legyen az iterációnk konvergens.

## Konkrét példa
Legyen az {\displaystyle f(x)=x-e^{x}} függvény, aminek keressük a gyökeit. A kezdeti tippünk legyen {\displaystyle x_{0}=0.5} és legyen először a {\displaystyle Q=0.6}. Ekkor az iteráció első 7 lépése a következőképpen néz ki:
|   | {\displaystyle x_{n}} | {\displaystyle g(x_{n})=x_{n}-Q*f(x_{n})} | {\displaystyle x_{\left(n+1\right)}} | {\displaystyle \|x_{\left(n+1\right)}-x_{n}\|} |
| - | --------------------- | ----------------------------------------- | ------------------------------------ | ---------------------------------------------- |
| 1 | 0.5                   | 0.563918396                               | 0.563918396                          | 0.063918396                                    |
| 2 | 0.563918396           | 0.566952490                               | 0.566952490                          | 0.003034095                                    |
| 3 | 0.566952490           | 0.567131903                               | 0.567131903                          | 0.000179413                                    |
| 4 | 0.567131903           | 0.567142610                               | 0.567142610                          | 1.07072889·10-05                               |
| 5 | 0.567142610           | 0.567143250                               | 0.567143250                          | 6.39353343·10-07                               |
| 6 | 0.567143250           | 0.567143288                               | 0.567143288                          | 3.81782835·10-08                               |
| 7 | 0.567143288           | 0.567143290                               | 0.567143290                          | 2.27977877·10-09                               |

Láthatóan nagyon gyorsan konvergált a keresett gyökhöz. Nézzük most meg, hogy mi történik, ha {\displaystyle Q=2}
|   | {\displaystyle x_{n}} | {\displaystyle g(x_{n})=x_{n}-Q*f(x_{n})} | {\displaystyle x_{\left(n+1\right)}} | {\displaystyle \|x_{\left(n+1\right)}-x_{n}\|} |
| - | --------------------- | ----------------------------------------- | ------------------------------------ | ---------------------------------------------- |
| 1 | 0.5                   | 0.71306132                                | 0.71306132·                          | 0.21306132                                     |
| 2 | 0.71306132            | 0.26722152                                | 0.26722152                           | 0.44583980                                     |
| 3 | 0.26722152            | 1.26378544                                | 1.26378544                           | 0.99656392                                     |
| 4 | 1.26378544            | -0.69862084                               | -0.69862084                          | 1.96240628                                     |
| 5 | -0.698620839          | 4.72057550                                | 4.72057550                           | 5.41919634                                     |
| 6 | 4.72057550            | -4.70275541                               | -4.70275541                          | -9.42333091                                    |
| 7 | -4.70275541           | 225.203833                                | 225.203833                           | 229.906589                                     |

Látható ez esetben, hogy az iteráció divergens és a hiba tart a végtelenbe.

## Konvergencia
Nézzük most meg részletesebben a konvergencia kérdését.
Az optimális paraméter a Q-ra a következő: {\displaystyle Q={\frac {1}{f^{'}(x_{0})}}}, ez belátható, hogyha megnézzük a Newton-módszer-nél az iterációs képletet: {\displaystyle x_{n+1}=x_{n}-{\frac {f(x_{n})}{f'(x_{n})}}\,\!}. Ezek alapján belátható, hogy a Newton módszer egy sokkal gyorsabban konvergáló módszer, mivel minden egyes lépés után beállítja a Q értékét az optimális értékre. Az iterációs módszer viszont annyiban jobb, hogy nem mindig áll rendelkezésünkre a függvény deriváltja, vagy nagyon nehézkes deriválni, így ki tudjuk ezt küszöbölni.

## Algoritmus
A kód Python programozási nyelvben van írva, az epszilon paraméter pedig a kívánt pontosságot jelenti.
```
import
 
math

def
 
Fx
(
X
):

	
return
 
X
-
e
^
X

def
 
Iteracio
(
Fx
,
 
x0
,
 
Q
,
 
epszilon
):

        
x1
=
x0
-
Q
*
Fx
(
x0
)

        
while
 
abs
(
x1
-
x0
)
>
epszilon
:

                
x0
=
x1

                
x1
=
x0
-
Q
*
Fx
(
x0
)

        
return
 
x1

print
 
Iteracio
(
Fx
,
 
0.5
,
 
0.6
,
 
0.0001
)

```

A program a 3. lépés után már kiírja a kívánt 0.5671 értéket.